# Стена солнца и стена луны
«Стена солнца» и «Стена луны» — пара фресок, созданных из керамики и разработанных каталонским художником Жоаном Миро для здания ЮНЕСКО в Париже. Они были выполнены керамистом Жозеп Льоренсом-и-Артигасом в 1955 году. Первоначально стены с ними были установлены на площади Фонтенуа в Париже, но впоследствии были заключены в здание, которое было построено для того, чтобы защитить их от повреждений, вызванных дождями.

## История
Жоан Миро и Жозеп Льоренс-и-Артигас познакомились в 1910 году в школе искусств художника Франческа Гали (1880—1965) в Барселоне. С 1940-х годов они организовали художественный дуэт, который породил объекты и большие керамические фрески, в том числе на здании ЮНЕСКО в Париже и керамическую стену в аэропорту Барселона — Эль-Прат.
В 1955 году с Жоаном Миро связались члены руководства ЮНЕСКО с предложением принять участие в группе художников, которые должны были украсить будущую штаб-квартиру этого учреждения ООН, расположенную в Париже. После согласования они предоставили наружные стены здания, две перпендикулярные стены высотой три метра и длиной семь метров и пятнадцать, соответственно. Миро предложил сделать керамическую фреску в сотрудничестве с Жозеп Льоренсом-и-Артигасом.
В 1956 году Жоан Миро начал работать над муралом в своей студии в Пальме (Мальорка). На следующий год он отправился в пещеры Альтамира вместе с Льоренсом-и-Артигасом, за вдохновением для продолжения создания своей фрески. Посмотрев на «первую фреску в мире», они также посетили Коллегию и монастырь Санта-Хулиану (исп. Colegiata y Claustro de Santa Juliana) и Музей искусств Каталонии, нынешний MNAC, где изучали его романскую коллекцию.
Однажды вдохновлённый Миро приехал в Гальифу, в мастерскую Льоренса-и-Артигаса, чтобы приступить к подготовке росписи керамики. Для создания «Стены солнца» и «Стены луны» потребовалось 35 партий керамики, 25 тонн древесины, 4 тонны песчаника и 200 килограммов эмали. Как только работа была закончена, она по частям была транспортирована в Париж. Хотя Миро ранее писал в больших форматах, он никогда не работал с керамикой. Кроме керамиста Жозепа Льоренса-и-Артигаса Миро не удалось найти технической возможности для изготовления керамики таким способом, который бы позволил получить фоновые текстуры, похожие на картины того времени. Было решено, что композиция мурала будет посвящена темам «Солнца» и «Луны».
Две мозаичные фрески были собраны на месте командой техников под непосредственным руководством Миро и Льоренса-и-Артигаса. Они были открыты в 1958 году, как и всё здание, и получили восторженные отзывы. Один из муралов, «Стена солнца», была удостоена приза Биеннале Фонда Гуггенхайма. Жоан Миро позднее вновь сотрудничал с ЮНЕСКО, работая над медалью ЮНЕСКО для Пабло Пикассо.
Первоначально «Стена солнца» и «Стена луны» находились на открытом воздухе, но позже были перенесены внутрь здания, чтобы защитить их от повреждений, вызванных дождями.